# Шенинге
Шенинге (на шведски: Skänninge) е град в югоизточна Швеция, лен Йостерйотланд, община Мьолбю. Разположен е около река Шенаон. Намира се на около 280 km на югозапад от столицата Стокхолм и на около 40 km на югозапад от Линшьопинг. Първите сведения за града датират от 11 век. Има жп гара. Населението на града е 3391 жители, по приблизителна оценка от декември 2017 г.